# سید علی شفیعی
سید علی شفیعی (زاده ۱۳۱۹ دزفول) روحانی شیعه و نماینده مردم خوزستان در مجلس خبرگان رهبری است. فرزند او، سید محسن شفیعی، نماینده سید علی خامنه‌ای در دانشگاه‌های استان خوزستان بود.

## زندگی‌نامه
شفیعی تحصیلات خود را از مکتب خانه آغاز کرد و به فراگیری قرآن و مسائل شرعی پرداخت. پس از آن وارد مدارس گردید و تا پایان ششم ابتدایی درس خواند. آنگاه به حوزهٔ علمیه رفت و مقدمات و ادبیات عرب و سطوح اولیه را در اهواز فرا گرفت. از بین معلمانش، سید محمدرضا شفیعی پدرش و سید علی موسوی بهبهانی رامهرمزی بیش از دیگران در او اثر گذاشتند. شفیعی پس از پایان دروس مقدماتی برای ادامه تحصیل به حوزه علمیه نجف رفت و دروس سطح و خارج فقه و اصول از کسانی سید ابوالقاسم خویی و سید روح‌الله خمینی، فرا گرفت. شفیعی، پس از بازگشت از نجف و درگذشت پدرش، امام جماعت شد و به تبلیغ احکام اسلام پرداخت. وی در اهواز به تدریس علوم قرآنی، سلسله درسهایی دربارهٔ ولایت فقیه و اخلاق اسلامی برای اعضای سپاه پاسداران و دیگر ارگانها پرداخت. وی پیش از پیروزی انقلاب اسلامی، با برنامه‌ریزی با جوانان و بازاریان مبارز به فعالیت واداشتن روحانیت اهواز برای مبارزه با حکومت پهلوی و تشکیل جلسات جامعه روحانیت و تبلیغ علیه حکومت پرداخت. شفیعی پس از پیروزی انقلاب اسلامی با عضویت در هیئت ۱۷ نفری به سرپرستی خزعلی برای سامان دادن به مشکلات اهواز که در آغاز پیروزی انقلاب اسلامی از سوی خمینی تعیین شد. وی هم‌اکنون هم مشغول فعالیت‌های مذهبی و سخنرانی می‌باشد.